# Selztal-Radweg
Der Selztal-Radweg ist ein 65 km langer Radwanderweg. Er führt von der Quelle der Selz in Orbis durch Rheinhessen bis zur Mündung in den Rhein bei Ingelheim. Er verläuft zum Teil auf oder neben den ehemaligen Bahntrassen „Amiche“ und „Zuckerlottche“ durch die vom Weinbau geprägte Rheinhessische Hügellandschaft. Der gesamte Weg ist einheitlich beschildert und in beide Richtungen leicht befahrbar. Die genutzten Wirtschaftswege sind wegen ihrer Oberflächenbeschaffenheit und der zur Erntezeit teilweise starken Verschmutzung nicht unbedingt für Kinder zu empfehlen.

## Streckenverlauf

### Selzquelle bis Alzey
Die Selzquelle liegt im Ort Orbis, das zur Verbandsgemeinde Kirchheimbolanden gehört. Kirchheimbolanden ist mit dem Zug erreichbar. Von dort gelangt man über ruhige, aber hüglige Landstraßen nach Orbis. Seit 2009 besitzt diese Strecke auch eine Radwegweisung. Die Quelle ist am östlichen Ortsrand bei 49° 41′ 45,3″ N, 7° 59′ 54,8″ O zu finden. Von hier führt die Strecke für ca. zehn Kilometer weitgehend eben über Mauchenheim nach Alzey. Innerhalb von Alzey sind nicht überall separate Radwege vorhanden.

### Alzey bis Gau-Odernheim
Der Weg verlässt Alzey über eine Nordschleife; hier sind in der Nähe der Bundesautobahn 61 einige Höhenmeter zu erklimmen. Alternativ kann auch eine kürzere Strecke gewählt werden, vor der aber Schilder aus Gründen der Verkehrssicherheit warnen, da im Industriegebiet von Alzey eine unübersichtliche Straße überquert werden muss. Auf dieser Alternativroute befindet sich auch ein Verkehrshindernis, bei dem Radfahrer mit Anhänger oder Liegeradfahrer absteigen müssen. Danach geht es in der Nähe der Selz relativ flach auf Wirtschaftswegen vorbei an Framersheim bis Gau-Odernheim. Vor Gau-Odernheim endet der Radweg. Hier kann man auf ruhigen Landstraßen Richtung Guntersblum und weiter auf dem Rhein-Radweg nach Oppenheim abbiegen. Der Selztal-Radweg folgt der Straße bis zur Ortsmitte, wo die Wegführung abseits der Hauptstraße weiter Richtung Petersberg führt. Die Länge der Teilstrecke beträgt ca. neun Kilometer.

### Gau-Odernheim bis Nieder-Olm
Hinter Gau-Odernheim sind die Ausläufer des Petersberges zu überwinden (ca. 40 Höhenmeter). Der Berg selbst bleibt rechts liegen. Wer den Petersberg erklimmt, kann den schönsten Aussichtspunkt der Strecke genießen. Der Weg führt dann auf landschaftlich schöner Strecke durch Bechtolsheim und weiter nach Friesenheim. Am Ortsende von Friesenheim besteht die Möglichkeit, auf die Bahnterrassenwege Valtinche nach Nierstein am Rhein oder Amiche nach Bodenheim zu wechseln. Hier enden erst einmal die Weinberge und es geht durch landwirtschaftlich genutztes Gebiet. Nahe der Selz geht es über Hahnheim bis Sörgenloch, wo noch einmal eine kurze Steigung (ca. 20 Höhenmeter) zu überwinden ist. Kurz darauf wird das Industriegebiet von Nieder-Olm erreicht. Die Teilstrecke ist ca. 20 Kilometer lang.

### Nieder-Olm bis Selzmündung
Ohne weitere größere Steigungen führt der Weg jetzt bis Ingelheim. Ab Stadecken-Elsheim beginnen wieder die Weinberge, die den Weg bis Ingelheim am Rhein begleiten. Nach dem Passieren von Schwabenheim an der Selz und Großwinternheim folgt die weitere Strecke am Ortsrand von Ingelheim der Selz. Nach Kreuzung der Bahnstrecke Mainz–Bingen folgt der Weg ein Stück den Gleisen, bevor die Bundesautobahn 60 unterquert wird. Kurz vor der Mündung in den Rhein bei 49° 59′ 45,4″ N, 8° 1′ 34″ O endet der Selztal-Radweg auf dem Rhein-Radweg. Die Länge der Teilstrecke beträgt ca. 16 Kilometer.

## Landschaft
Die Selz entspringt im Nordpfälzer Bergland am Rande der Ortschaft Orbis und fließt durch eine für Rheinhessen typische Landschaft, bevor sie nach 61 Kilometern bei Ingelheim in den Rhein mündet. Die Hügellandschaft Rheinhessens ist weitgehend vom Weinbau geprägt. Aus dem nordpfälzischen Bergland kommend erreicht die Selz bereits nach zehn Kilometern Alzey. Von dort bis Gau-Odernheim führt sie durch Hügel voller Reben. Im folgenden Abschnitt dominiert Landwirtschaft in der Talsenke. Hier gibt es zum Teil noch bewirtschaftete Mühlen. Von Nieder-Olm bis Mainz erstreckt sich ein abgeflachtes Bergmassiv, das die Selz und damit auch der Radweg in nordwestlicher Richtung umgeht. Hier folgen die Weinorte Stadecken-Elsheim, Schwabenheim und Großwinternheim, bevor die Selz nach Ingelheim das flache Schwemmland des Rhein erreicht, in den sie alsbald mündet.

## Sehenswürdigkeiten
- Alzey: Die sechstgrößte Weinbaugemeinde von Rheinland-Pfalz bietet eine schöne Altstadt mit Fußgängerzone, in der es viele Einkehrmöglichkeiten gibt (siehe auch Liste der Liste der Kulturdenkmäler in Alzey).
- Gau-Odernheim: Auch in Gau-Odernheim sind viele Winzer, die ihren Wein anbieten. Sehenswert ist die Simultankirche, die aus einem katholischen und einem evangelischen Teil besteht. Hinter Gau-Odernheim führt der Weg am Petersberg vorbei, von dem man einen guten Überblick über das Rheinhessische Hügelland hat (siehe auch Liste der Kulturdenkmäler in Gau-Odernheim).
- Bechtolsheim bietet ebenfalls eine sehenswerte Simultankirche und eine schöne Ortsdurchfahrt mit einer landwirtschaftlichen Figurengruppe (Gänsebrunnen) (siehe auch Liste der Kulturdenkmäler in Bechtolsheim).
- Bei Köngernheim liegt die bewirtschaftete Untermühle (siehe auch Liste der Kulturdenkmäler in Köngernheim).
- Weitere Weinorte sind Nieder-Olm, Stadecken-Elsheim, Schwabenheim an der Selz, Großwinternheim und Ingelheim am Rhein.
- In Ober-Ingelheim befindet sich die evangelische Burgkirche mit Wehranlage und die alte Stadtmauer mit Malakoffturm. Um in den Ortsteil zu gelangen, sollte man vor dem Ort den rechten Weg der Hiwwel-Route nehmen. Diese Route führt auch weiter zur Kaiserpfalz in Nieder-Ingelheim. Im Hafen von Ingelheim, der sich im Ortsteil Frei-Weinheim befindet, verkehrt die Autofähre über den Rhein nach Oestrich-Winkel (siehe auch Liste der Kulturdenkmäler in Ingelheim am Rhein).

Bilder am Weg
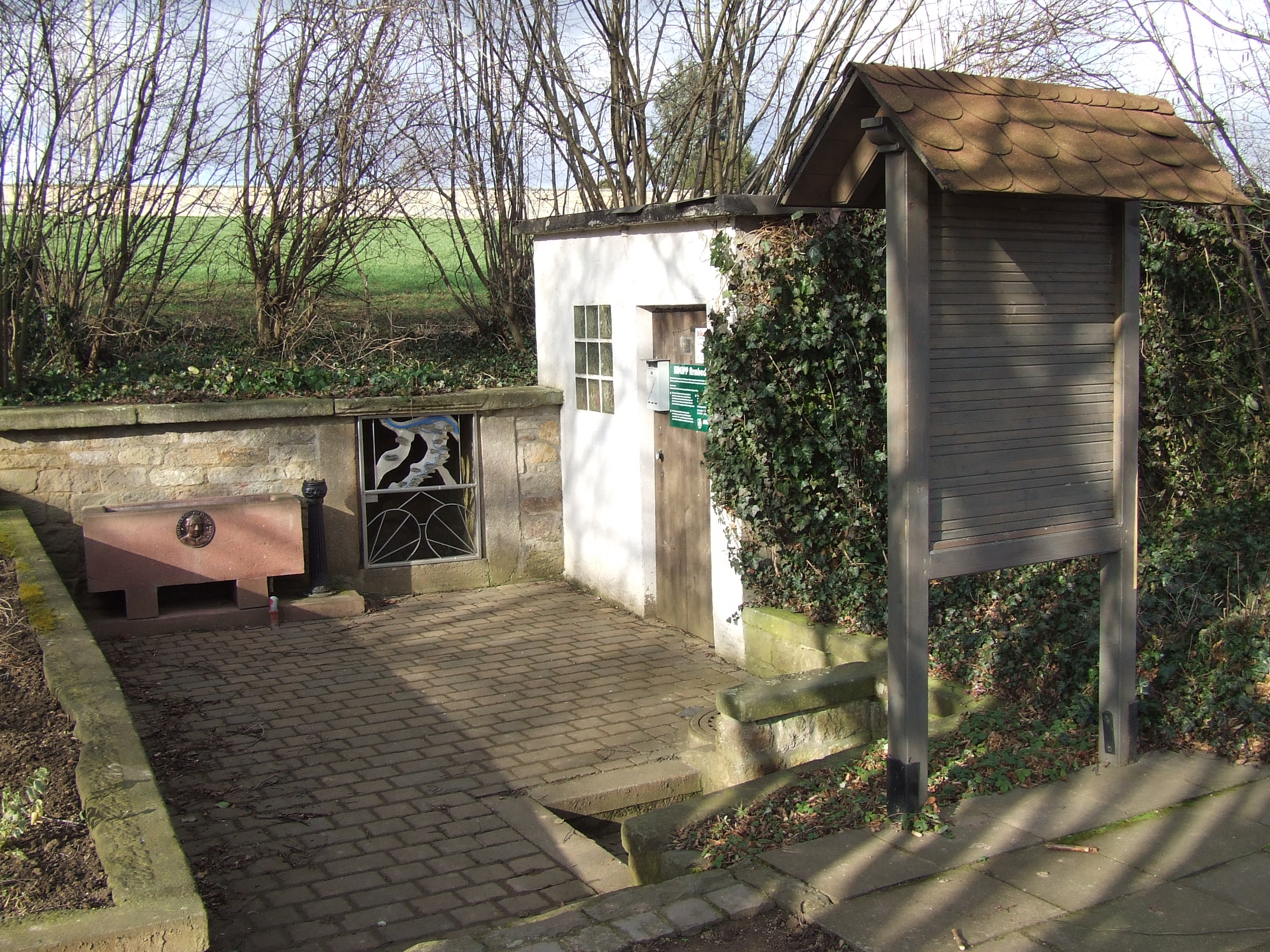
Selzquelle in Orbis
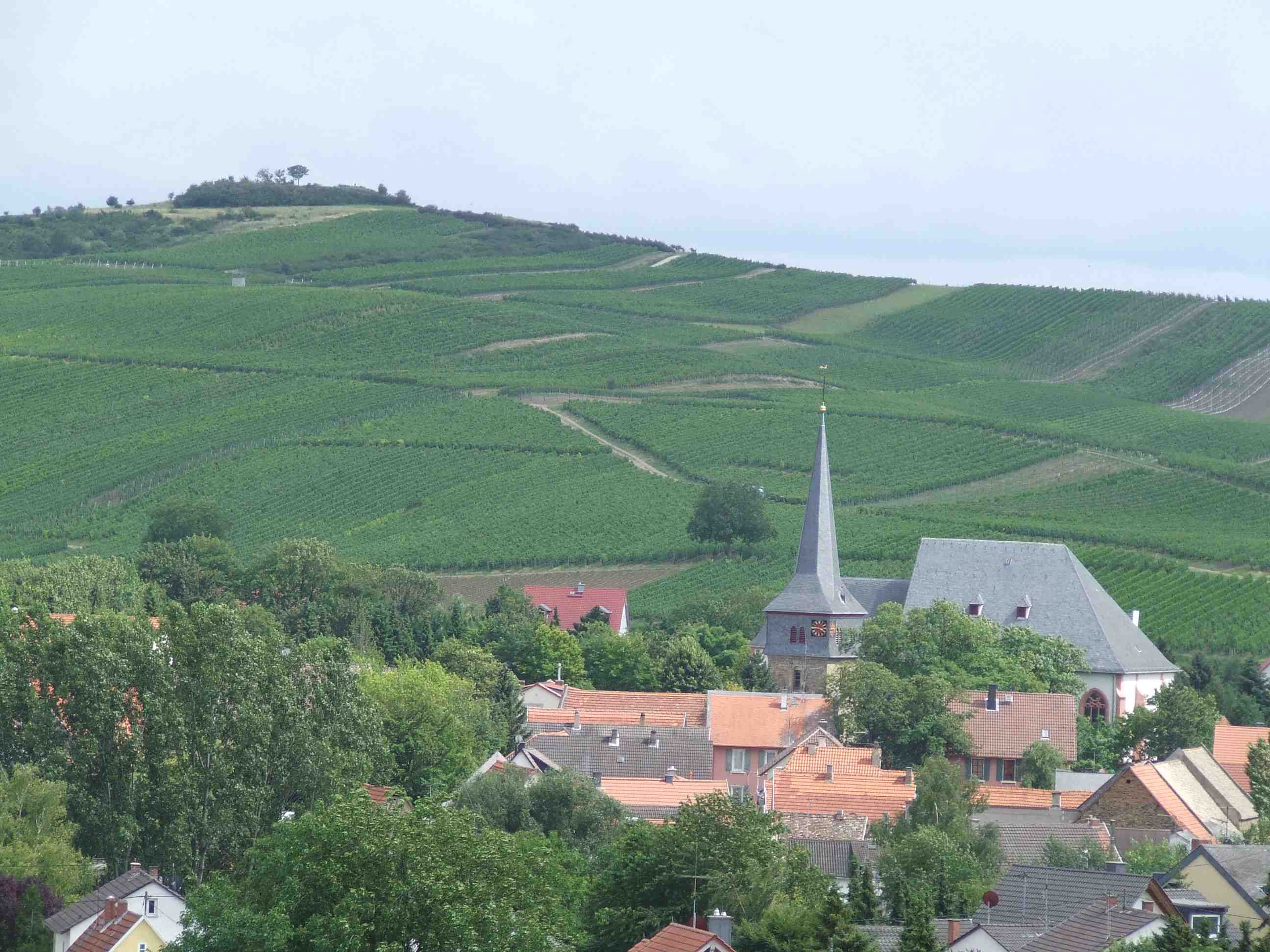
Petersberg
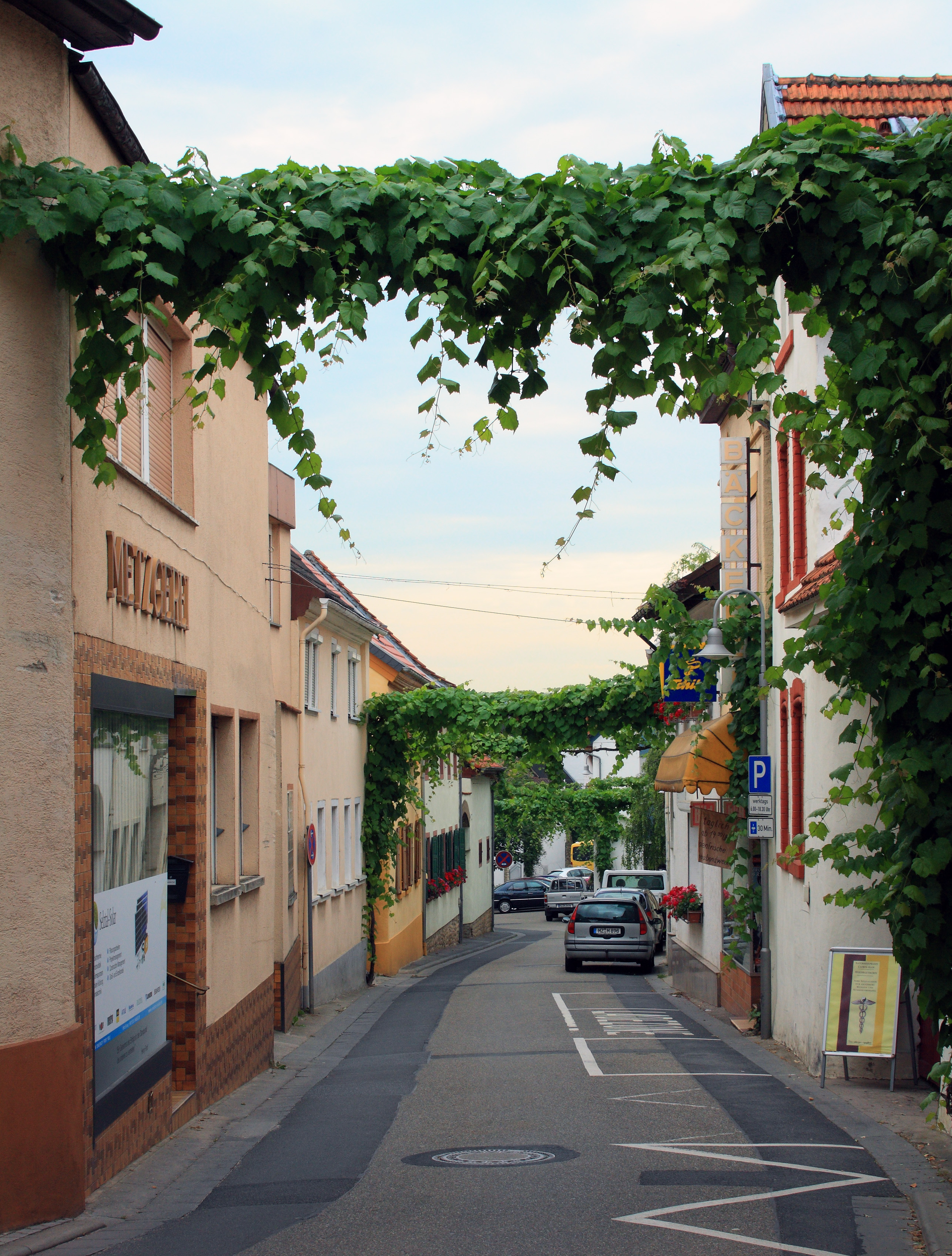
Backhausstraße in Schwabenheim
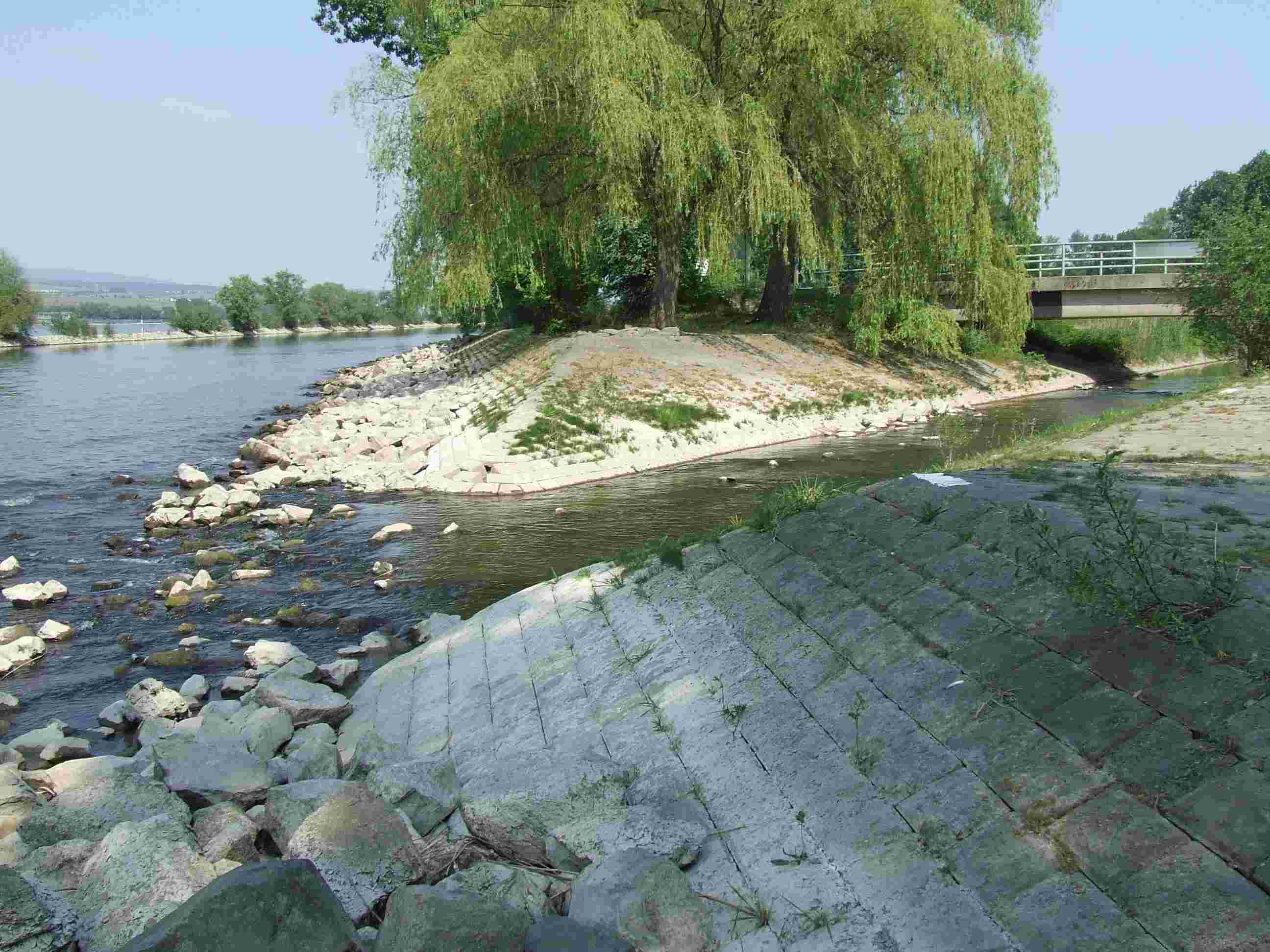
Mündung in den Rhein

## Bahnanbindung
Der der Quelle am nächsten gelegene Bahnhof ist in Kirchheimbolanden, ca. 5 km südlich der Selzquelle in Orbis. Einfacher ist der Bahnhof Alzey zu erreichen, der im Halbstundentakt mit dem Regionalexpress von Mainz angebunden ist. Weitere Anfahrmöglichkeiten sind die Bahnhöfe Nieder-Olm (Bahnstrecke Mainz–Alzey) und Ingelheim.

## Anschlusswege
- Rhein-Radweg – Anbindung in Ingelheim Nord.
- Obstroute – mehrere Anknüpfungspunkte sowie die gleiche Routenführung zwischen Ingelheim und Schwabenheim.
- Amiche – Anbindung in Friesenheim
- Hiwwel-Route – mehrere Anknüpfungspunkte: Ingelheim, Hahnheim, Alzey
- Mühlen-Radweg – Anbindung in Framersheim

Siehe auch:
- Liste der Radfernwege in Deutschland
- Liste der Radwege in Rheinland-Pfalz